# Celtes
En un sentit ampli, celtes (grec: Κέλτoι) és el terme utilitzat per lingüistes i historiadors per a descriure el poble, o conjunt de pobles, de l'edat del ferro que parlaven llengües celtes pertanyents a una de les branques de les llengües indoeuropees. En aquest sentit, el terme no és, per tant, ètnic ni arqueològic, ja que molts dels pobles que van parlar llengües cèltiques, cas dels goidèlics d'Irlanda, mai van arribar a participar en els corrents culturals materials de la cultura de Hallstatt o La Tène.
Hi ha, però, un concepte més restringit del terme, referit en aquest cas als anomenats celtes històrics, entesos aquests com el grup de societats tribals d'Europa que van compartir una cultura material iniciada en la primera edat del ferro (1200-400 aC) al voltant dels Alps (període Hallstatt) i, més tard, en el ferro tardà (període La Tène), i que van ser així anomenats pels geògrafs grecs i llatins. En aquest grup, s'adscriuen els celtes continentals de la Gàl·lia, nord d'Itàlia, Alemanya i Bohèmia, diversos grups d'Ibèria (entre ells, els celtibers), els gàlates d'Anatòlia, pobles de l'est i centre de Romania i ja amb més reticències pels historiadors britànics i irlandesos, els celtes insulars.
Actualment, el terme celta s'utilitza sovint per a descriure la gent, les cultures i llengües de diversos grups ètnics de les illes Britàniques i de Bretanya, i restringit a l'aspecte cultural, de Galícia i Astúries.

## Origen

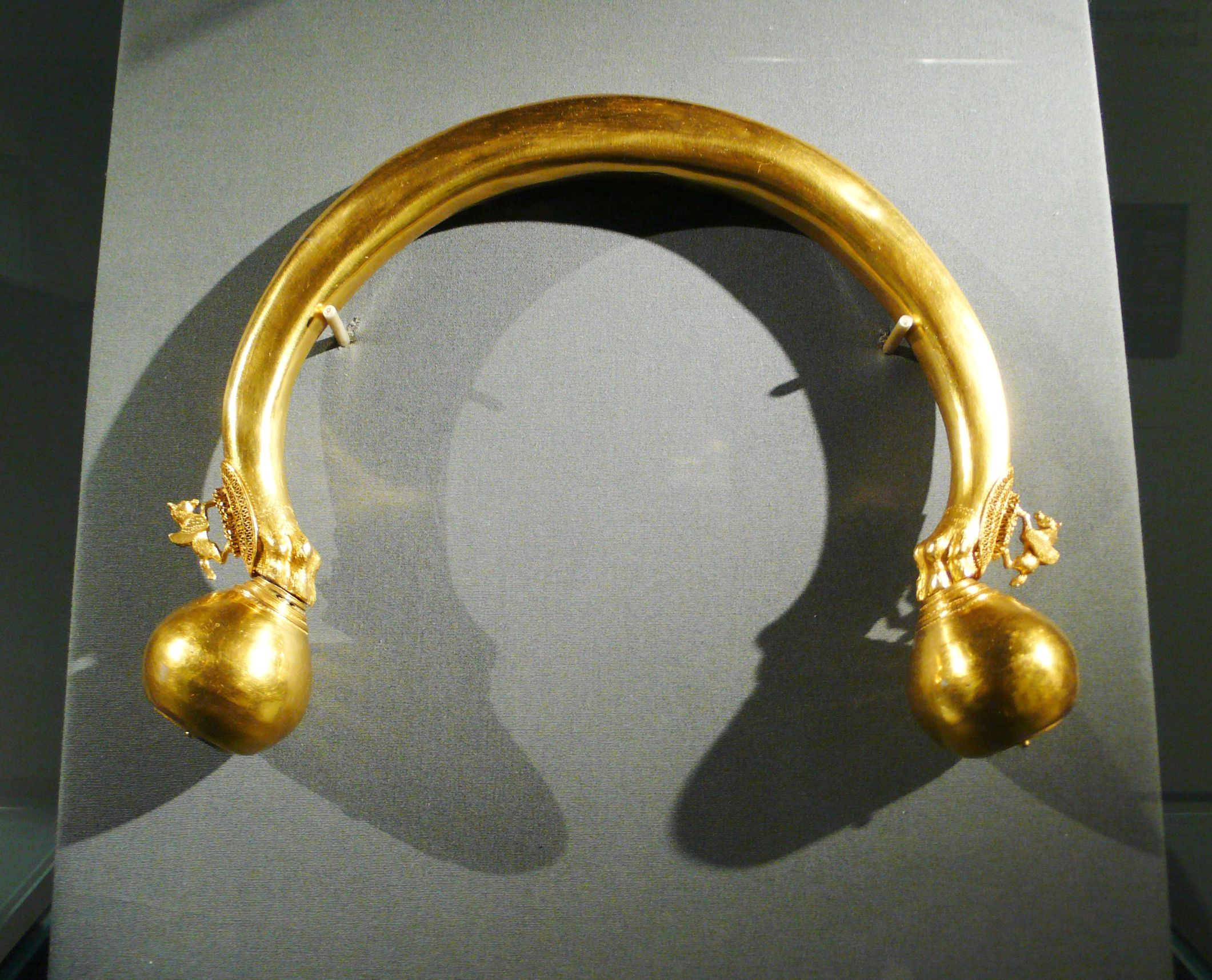
Una torca celta d'or del 480 aC

En temps antics, els celtes que van arribar cap al 1200 aCa Europa (i cap al 900 aC a la península Ibèrica) eren un cert nombre de pobles interrelacionats entre si que habitaven a l'Europa central; tots aquests pobles parlaven llengües indoeuropees, indicatiu d'un origen comú.
El terme celtes es fa servir en diferents sentits, per la qual cosa el seu ús resulta divers i pot ser ambigu. És de dubtosa admissibilitat per a res anterior al segle v aC, moment en què Heròdot s'hi refereix explícitament; abans d'aquesta data, és incert fins a quin punt va poder haver-hi una etnicitat celta identificable. Encara que clarament el protocèltic seria més antic que Heròdot, és complicat saber si els pobles de l'edat del ferro (que podria assimilar-se amb la cultura de Hallstatt) parlaven o no llengües celtes. Encara que hi ha arguments per a pressuposar que en aquesta cultura es trobaria antecessors dels celtes, la identificació amb pobles pròpiament celtes és molt insegura.
Actualment, celta és essencialment un concepte lingüístic, però el seu ús exigeix precaució. Hi va haver molts pobles celtes diferents; excepte pel parentiu filogenètic de les seves llengües, és difícil assenyalar amb certesa factors comuns específicament celtes. Encara que alguns autors parlen dels celtes com un poble homogeni i ben definit, la realitat material dels parlants de llengües descendents del protocelta molt probablement era més complexa, no existint l'homogeneïtat que alguns autors els atribueixen.

## Societat
A través de les fonts disponibles, va existir una estructura social cèltica pre-cristiana de l'edat del ferro basada formalment en la classe i els reis, tot i que aquesta pot ser una fase tardana particular d'organització en les societats celtes. Les relacions patró-vassall similars a les relacions entre patricis i plebeus de la societat romana, i que es descriuen per part de César i també a la Gàl·lia del segle I aC.

The Galata Ludovisi, còpia romana d'una escultura hel·lenistica d'una parella celta, Palazzo Massimo alle Terme.

En primer lloc, l'evidència és de tribus dirigides per reis, tot i que alguns defensen que també hi ha proves de formes de govern republicanes oligàrquiques que van acabar sorgint en zones que tenien un contacte estret amb Roma. La majoria de descripcions de societats celtes es mostren dividides en tres grups: una aristocràcia guerrera; una classe intel·lectual que inclou professions com druides, poetes i juristes; i tota la resta. En temps històrics, els càrrecs de reis alts i baixos d'Irlanda i Escòcia es van omplir mitjançant eleccions sota el sistema de tanisme, que va acabar en conflicte amb el principi feudal de primogènit en què la successió es pel primer fill.
Poc se sap de l'estructura familiar entre els celtes. Els patrons d'assentament variaven des de nuclis descentralitzats a urbans. L'estereotip popular de les societats no urbanitzades instal·lades en castres (forts de muntanya) i duns (turons), extrets de Gran Bretanya i Irlanda (hi ha uns 3.000 forts turístics coneguts a Gran Bretanya) contrasta amb els assentaments urbans presents a les zones principals de Hallstatt i La Tène, i amb el major nombre d'oppidium importants de la Gàl·lia a finals del primer mil·lenni aC, i en les poblacions de Gàl·lia Cisalpina.
L'esclavitud, com la practicaven els celtes, era molt probable que s'assemblés a la millor documentada pràctica a l'antiga Grècia i Roma. Els esclaus van ser adquirits per la guerra, les incursions i la servitud per acompliment de penes i deutes. L'esclavitud era hereditària, tot i que era possible la manumissió. Els termes irlandès antic i gal·lès antics per a 'esclau', cacht i caeth respectivament, estan relacionats amb el llatí captus 'captive' que suggereix que el comerç d'esclaus era un mitjà precoç de contacte entre societats llatines i celtes. A l'edat mitjana, l'esclavitud va prevaler especialment als països cèltics. Les manumissions es van dissuadir per la llei, i la paraula «esclava», cumal, es va utilitzar habitualment a Irlanda.
Les evidències arqueològiques suggereixen que les societats pre-romanes cèltiques estaven vinculades a la xarxa de rutes comercials interiors que donaven abastament a Euràsia. Els arqueòlegs han descobert grans vies prehistòriques que travessen torberes a Irlanda i Alemanya. Per la seva naturalesa substancial, es creu que van ser creades per al transport amb rodes com a part d'un extens sistema de carreteres que facilitava el comerç. El territori ocupat pels celtes contenia estany, plom, ferro, argent i or. Fusters i treballadors de metall celtes van crear armes i joies per al comerç internacional, especialment amb els romans.
El mite que el sistema monetari celta consistia en un intercanvi bàsic (barata), és en part fals. El seu sistema monetari era complex i encara no s'ha estudiat prou, igual que les monedes romanes tardanes. Degut a l'absència d'un gran nombre d'objectes de moneda, se suposa que s'utilitzaven “proto-diners”. Es van incloure articles de bronze elaborats a la primera època de La Tène i, més endavant, sovint tenien forma de destrals, anyells o campanes. A causa del gran nombre d'aquests objectes presents en alguns enterraments, es creu que tenien un valor monetari relativament elevat i que es podrien utilitzar per a compres "quotidianes". Les monedes de billó de baix valor (aliatge de bronze amb alt contingut d'estany) es van encunyar a la majoria de les zones cèltiques del continent i al sud-est de la Gran Bretanya abans de la conquesta romana d'aquestes terres. Les monedes de valor més gran, adequades per al seu comerç, es van crear amb or, argent i bronze de gran qualitat. Les monedes d'or eren molt més habituals que les monedes d'argent, tot i tenir una valor mes gran. Malgrat hi havia al voltant de 100 mines al sud de la Gran Bretanya i la França central, la argent s'extreia menys cops. Això es devia en part a la relativa escassetat de les mines i a la quantitat d'esforç necessària per a l'extracció en comparació amb el benefici obtingut. A mesura que la civilització romana va anar creixent en importància i ampliant el seu comerç amb el món celta, les monedes d'argent i bronze es van fer més comunes. Això va coincidir amb un augment important de la producció d'or a les zones cèltiques per satisfer la demanda romana, a causa de l'alt valor que els romans van posar en el metall. Es creu que el gran nombre de mines d'or a França és una raó important per la qual César la va voler envair.

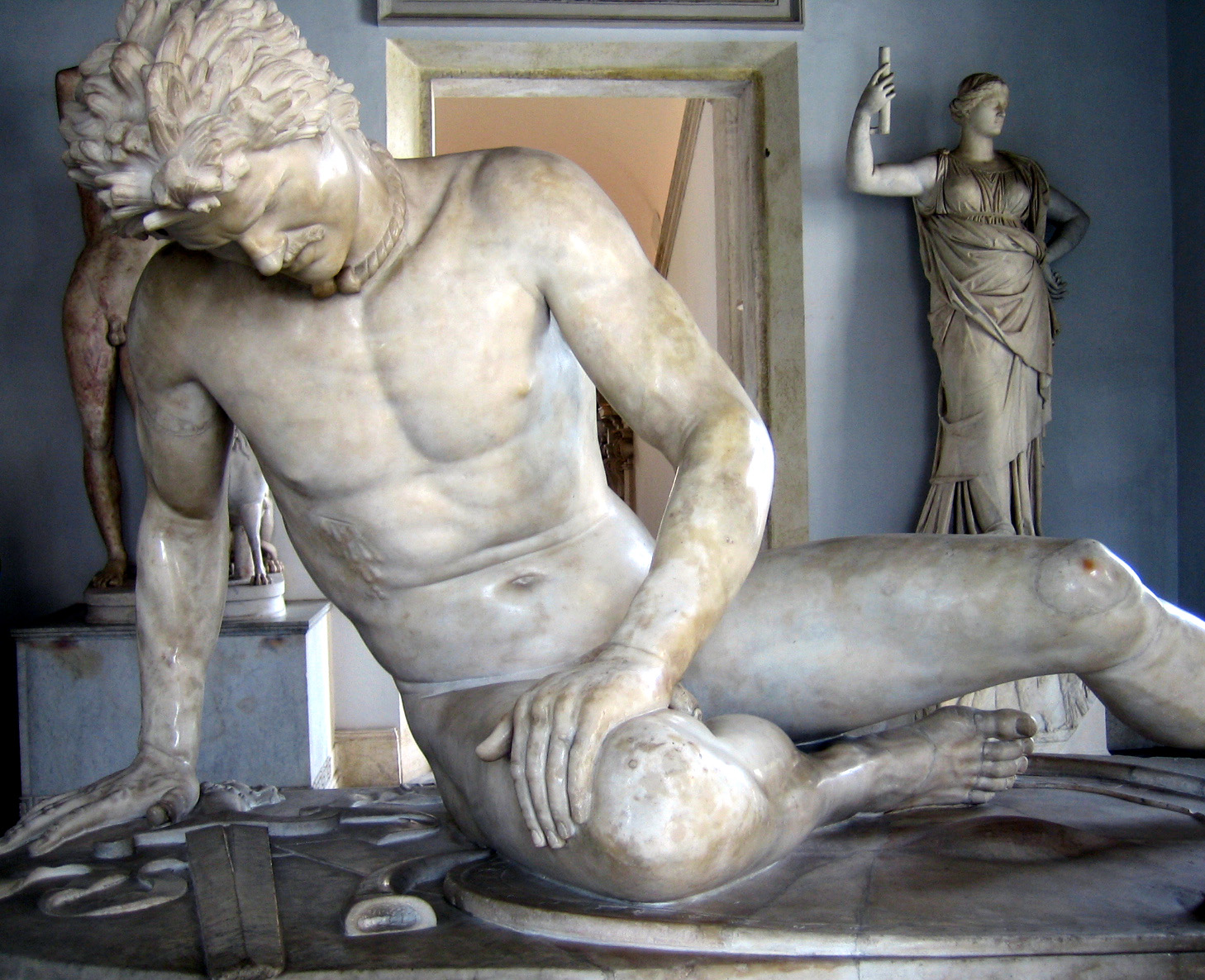
El Galata moribund, còpia de marbre romana de l'escultura hel·lenística original de. Museus Capitolins, Rome

Hi ha molt pocs registres d'època precristiana escrits en idiomes celtes. Es tracta principalment d'inscripcions en alfabets romans i de vegades grecs. L'escriptura Ogham, un alfabet medieval, es va utilitzar majoritàriament en èpoques cristianes a Irlanda, Escòcia, Gal·les i Anglaterra, així com la llengua picta. Van ser conservats pels bards, i només es va utilitzar amb finalitats cerimonials com a inscripcions en làpides.
En alguns aspectes, els celtes de l'Atlàntic eren conservadors: per exemple, encara utilitzaven els carros en combat, molt després que els grecs i els romans els reduïssin als rols cerimonials. No obstant això, tot i estar antiquades, les tàctiques del carro celta van aconseguir repel·lir la Invasió de Britànnia per Juli Cèsar (55 ac).
Segons Diodor de Sicília:
| « | Els gals tenen un cos alt amb músculs ondulats i pell blanca. els cabells són rossos, i no només de manera natural, perquè també fan seva la pràctica d'utilitzar mitjans artificials per augmentar el color que la naturalesa els ha donat. Perquè sempre es renten els cabells en aigua de calç i el treuen de nou des del front fins al clatell, amb el resultat que el seu aspecte és com el de sàtirs i pans ja que el tractament dels seus cabells el fa tan espès i gruixut que no difereix en cap cas de la melena dels cavalls. Alguns s'afaiten la barba, però d'altres la deixen créixer una mica; i els nobles s'afaiten les galtes però deixen créixer el bigoti fins que cobreixi la boca. | » |

### Roba

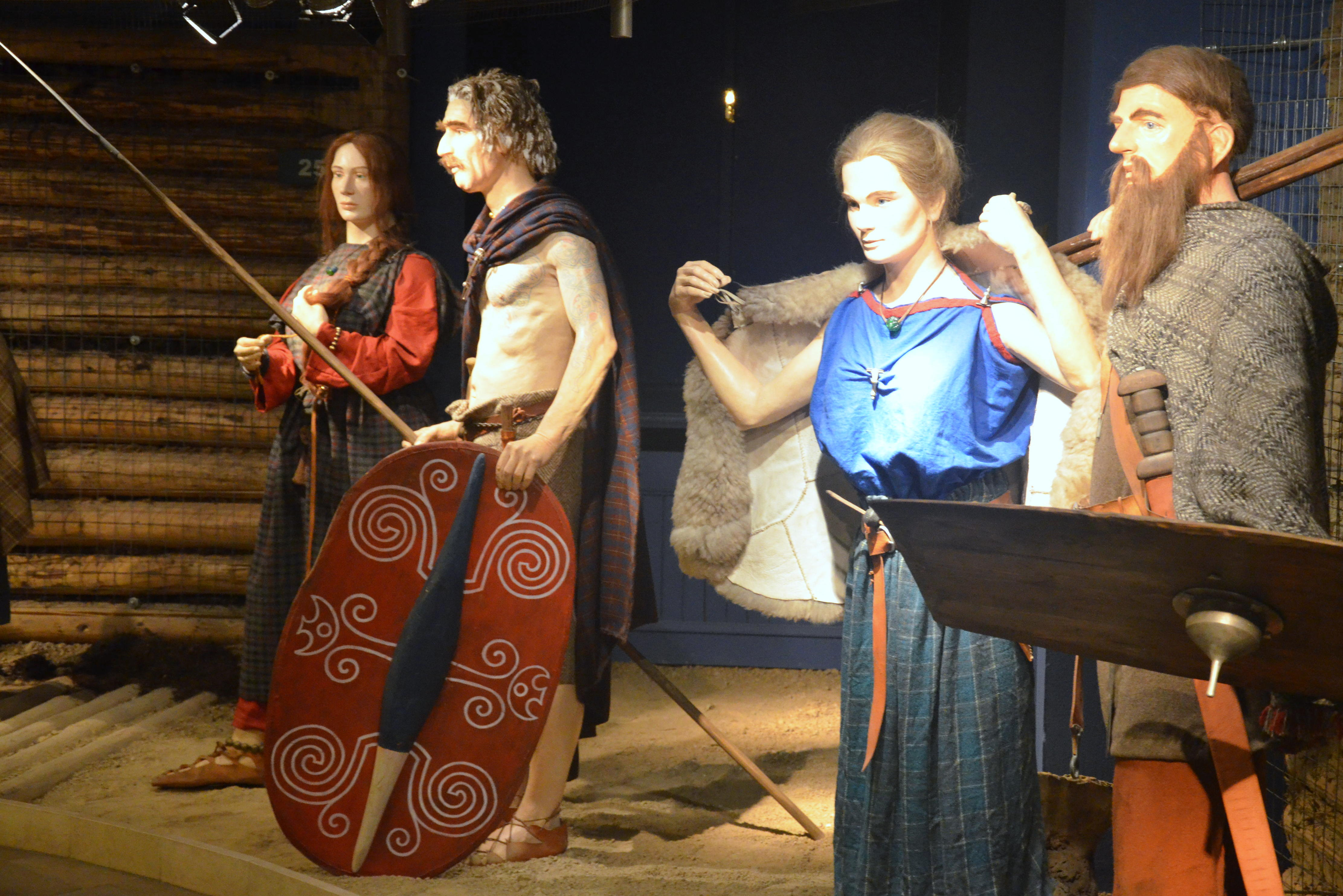
Reconstrucció de la cultura celta dels segles III-II aC

Durant l'Edat del ferro tardana, els gals generalment portaven samarretes o túniques de màniga llarga i pantalons llargs (anomenats braccae pels romans). La roba era de llana o lli, i alguns individus rics utilitzaven seda. Les capes es duien a l'hivern. S'utilitzaven braçalets i fermalls, però l'objecte més famós de la joieria era la torca, un collaret de metall, de vegades d'or. El casc Waterloo amb banyes conservat al Museu Britànic, que durant molt de temps va establir el patró per a les imatges modernes de guerrers celtes, és de fet un cas únic i pot haver estat una peça destinada a un vestiment cerimonial més que militar.

### Gènere i normes sexuals
Existeixen poques fonts fiables respecte a les visions cèltiques sobre les divisions de gènere i l'estat social. Algunes evidències arqueològiques suggereixen que la seva visió dels rols de gènere pot diferir de les contrapartides clàssiques contemporànies i menys igualitàries de l'època romana. Hi ha algunes indicacions generals d'enterraments de l'edat del ferro a les regions de Champagne i Bourgogne del al nord-est de França que suggereixen que les dones podrien haver tingut papers en combat durant el període anterior de La Tène. Tanmateix, l'evidència no és gaire concloent. S'han identificat exemples d'individus enterrats amb joies i armes femenines, com ara la tomba de Vix, i es pot qüestionar sobre el gènere d'alguns esquelets que van ser enterrats amb conjunts de guerrers. No obstant això, s'ha suggerit que "les armes poden indicar rang en lloc de masculinitat".
Entre els celtes insulars, hi ha una quantitat més gran de documentació històrica per suggerir rols guerrers de les dones. A més dels comentaris de Tacitc sobre Boudica, hi ha indicis d'històries d'època posterior que també suggereixen un paper més substancial per a “dones com a guerreres”, en papers simbòlics si no reals. Posidoni i Estrabó van descriure una illa de dones on els homes no podien aventurar-se per por a morir i on les dones se separaven. Altres escriptors, com Ammià Marcel·lí i Tacit, van mencionar a les dones cèltiques incitant, participant i dirigint batalles. Els comentaris antropològics de Posidoni sobre els celtes tenien temes comuns, principalment el primitivisme, la ferocitat extrema, les cruels pràctiques sacrificis i la força i el coratge de les seves dones.
En virtut de les Lleis Brehon, que es va apuntar a l'alta Edat Mitjana d'Irlanda, després de la conversió al cristianisme, una dona tenia dret a divorciar-se del seu marit i obtenir la seva propietat si no podia exercir els seus deures matrimonials per impotència, obesitat, inclinació homosexual o preferència per altres dones.
La literatura clàssica registra les opinions dels veïns celtes, tot i que els historiadors no saben quina relació hi tenien en realitat. Segons Aristòtil, la majoria de les "nacions bel·ligerants" estaven fortament influenciades per les seves dones, però els celtes no hi estaven molt identificats perquè els seus homes preferien obertament els homes com amants (Política II 1269b). HD Rankin a Celts and the World Classical remarca que "Athenaeus es fa ressò d'aquest comentari (603a) i també ho fa Ammianus (30.9). Sembla ser l'opinió general de l'antiguitat". Al llibre XIII de Deipnosofistes, el grecoromà,retòric i gramàtic Athenaeus, repeteix les afirmacions fetes per Diodor de Sicilia al segle I aC (Bibliotheca historica 5:32), en que va escriure que les dones cèltiques eren boniques, però que els homes preferien dormir junts. Diodorus va anar més enllà, afirmant que "els joves s'oferiran a desconeguts i se’ls insulta si es rebutja l'oferta". Rankin argumenta que la font final d'aquestes afirmacions probablement és Posidonius i especula que aquests autors podrien estar registrant "rituals de parella" masculins.
Cassi Dió va assenyalar la llibertat sexual de les dones a Gran Bretanya:
| « | es diu que l'esposa d'Argentocoxus, Caledoniana, coneguda com Julia Augusta va fer un comentari molt enginyós. Quan l'emperadriu va bromejar amb ella, després del tractat, sobre la lliure relació de sexe amb homes a Britànnia, va respondre: "Complim les exigències de la natura d'una manera molt millor que les dones romanes; perquè ens casem obertament amb els millors homes, mentre que vosaltres us deixeu deixar enrere en secret pels més villans. " Aquesta va ser la rèplica de la dona britànica. | » |

Hi ha casos registrats en què les dones van participar tant en la guerra com en la cort, tot i que eren minoritàries en aquests cercles. Plutarc relata que les dones cèltiques van actuar com a ambaixadores per evitar una guerra entre els governs celtes a la vall del Po durant el segle iv aC.

## Llengua
En la mesura que hi ha fonts disponibles, descriuen una estructura social cèltica pre-cristiana de l'edat del ferro basada formalment en la classe i la regne, tot i que aquesta pot ser una fase tardana particular d'organització en les societats celtes. Les relacions senyor-vassall similars a les de la societat romana també són descrites per César i altres a la Gàl·lia del segle I aC.
Hi ha tres hipòtesis per a explicar el naixement del protocelta. La primera afirma que es va desenvolupar al període de la cultura de La Tène a partir del contínuum dialectal parlat al continent europeu. Una segona teoria proposa que va sorgir amb la segona onada de migracions indoeuropees cap al 2400 aC. La tercera, per contra, sosté que va sorgir amb la revolució neolítica, cap al 5000 aC.

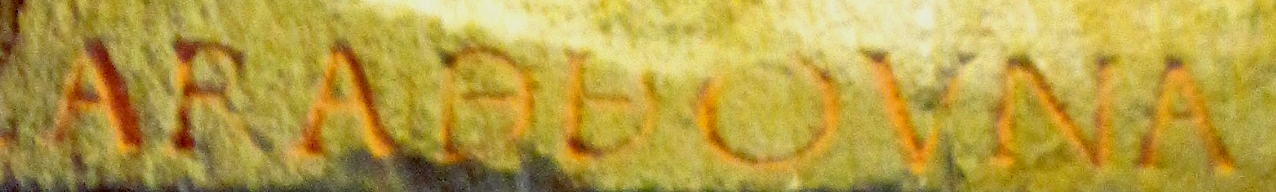
Inscripció celta en una antiga tomba gal·la: ARAÐÐOVNA

Aquest protocelta es va fragmentar en dos grans grups, el continental i l'insular (parlat a la Gran Bretanya i Irlanda), que donarien peu a les diferents llengües celtes posteriors.
Sens dubte, el principal tret definitori de les etnicitats celtes és la llengua. Ja que la resta d'aspectes històrics i culturals van ser més canviants, mentre que la llengua és més estable enfront de l'esdevenir històric, tot i que, a causa del canvi lingüístic, les llengües celtes es van anar diversificant en un procés anàleg al que va portar del llatí a les llengües romàniques.
Les llengües celtes deriven d'un conjunt de dialectes del protoindoeuropeu, idioma que cronològicament ocupa una posició intermèdia dins de la família indoeuropea. A partir dels trets comuns a les llengües celtes mitjançant els mètodes de la lingüística històrica, s'ha reconstruït del protocèltic, que és una aproximació a la llengua mare que va donar lloc per diversificació a les llengües celtes històricament conegudes.

## Religió

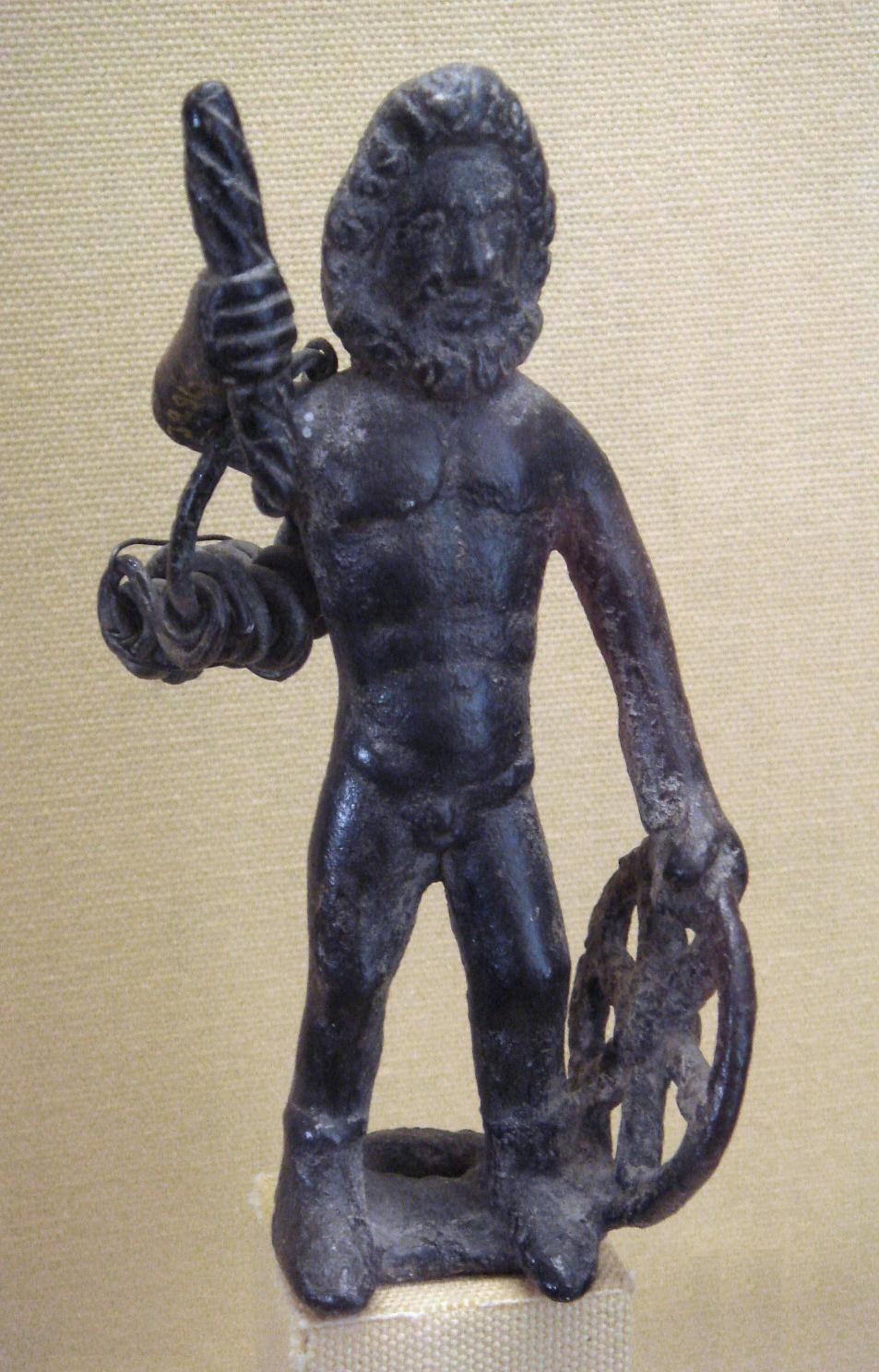
Taranis, un dels principals déus celtes

La religió dels antics celtes, particularment la dels gals abans de la conquesta romana, no és ben coneguda, i les dades de què es disposen per reconstruir-la són escasses i no gaire precises.
El culte estava a càrrec dels druides, sacerdots que alhora eren els educadors de la joventut. Els monuments anomenats pedres druídiques, anteriors a l'arribada dels celtes a l'oest d'Europa, semblen no haver representat cap paper en la religió dels antics gals.
Durant molt de temps, només van existir cultes locals especialment relacionats amb les muntanyes, els boscos i les aigües, a qui s'invocava sota diferents noms. Trobem el déu Vosges, la dea Ardenes, el déu Dumi, les divinitats de les fonts o dels rius: Sequana (la font del Sena), Nemausis (la font de Nimes).
Més tard, es va establir el culte de les grans divinitats, més o menys comú a tota la Gàl·lia, i que en l'època galoromana es va anar identificant amb les divinitats de la mitologia romana: Teutates, espècie de Mercuri amb una mica de Júpiter i de Mart; Taranis, relacionat amb el raig, però freturós del poder suprem de Júpiter; Esus, déu de la guerra i del bestiar, assimilat a Mart o a Silvanus; Belenos, déu de les arts, relacionat amb el sol i comparat amb Apol·lo; Cernumnos, déu del somni i de la mort, com Plutó.
Al costat d'aquests figuraven dees, com: Rosmer, associada a Teutates; Belisama, dea de les arts del foc, assimilada a Minerva; Epona, dea de l'abundància agrícola, assimilada a Ceres. Els gals van tenir també divinitats abstractes o genis de les ciutats.
Entre les pràctiques de la superstició popular, és famosa la recol·lecció, d'acord amb prescripcions fixes, del vesc, al qual es considerava dotat de virtuts extraordinàries.

## Alguns pobles celtes

### Celtibers
El territori de la Península Ibèrica sobre el qual s'assenten els nouvinguts (preceltes) estava habitat per pobles preibers (a part de geogràfic, iber és un terme cultural). Es discuteix molt si es va produir un desplaçament, una conquesta, una aliança, assimilació, pacte o fusió entre celtes i ibers (de grat o com a serfs). Les primeres referències escrites sobre els celtibers es deuen a geògrafs i historiadors grecollatins (Estrabó, Titus Livi, Plini i d'altres), encara que el seu estudi, que arrenca del segle xv, no adquireix rang científic fins als inicis del segle XX (marquès de Cerralbo, Schulten, Taracena, Caro Baroja, etc.), cobrant renovat impuls en els últims anys. Malgrat aquest excepcional patrimoni literari, encara avui es discuteixen aspectes clau per a la seva definició: els límits del seu territori, la seva veritable personalitat o la seva pròpia genealogia.

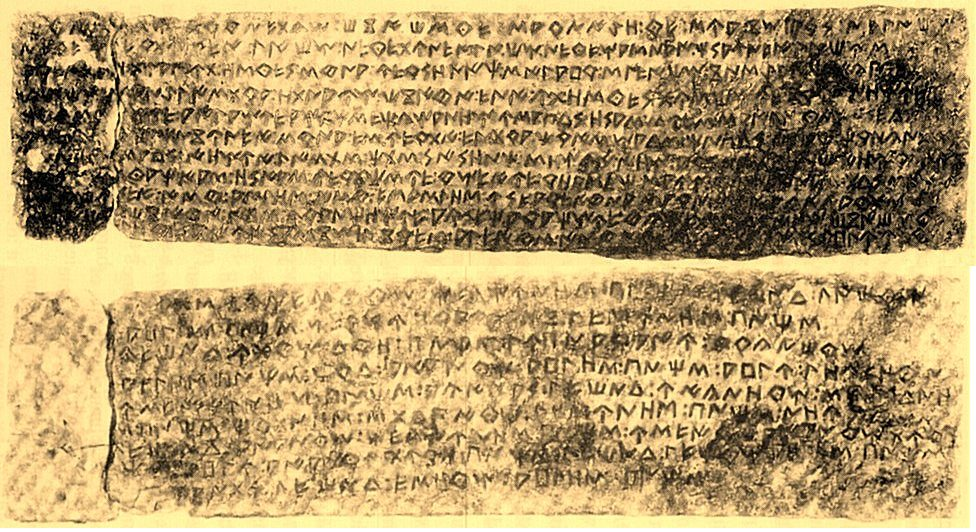
Un dels bronzes de Botorrita, amb inscripcions celtibèriques

Les dades disponibles són contradictòries i les teories dels autors difereixen sobre el tema. Fins i tot, podria donar-se una barreja de totes les opcions possibles, ja que les densitats de població i els recursos disponibles són molt especulatius. Les relacions i influències mútues van canviar amb el pas del temps. Es testifica una gran presència precèltica en zones de la Bètica (actual Huelva i Sevilla), que s'intenta explicar mitjançant la presència de serfs, mercenaris o bosses aïllades de colons.
La cultura dels celtibers va fer seva l'herència dels ibers, dels quals van adoptar el sistema d'escriptura. Després de la caiguda de Numància el 133 aC, el seu territori va passar a formar part de la província romana d'Hispània Citerior.
Hi ha també un bon nombre de monedes gravades amb el nom celtiber de la ciutat o dels habitants de la ciutat on van ser encunyades. A més, s'han trobat 20 tesserae gravades, petites plaques de bronze utilitzades com a símbol de pacte entre dues parts, generalment entre un individu i una comunitat, amb les quals el portador podia sol·licitar hospitalitat al llarg dels seus viatges. La majoria d'aquestes inscripcions són molt breus, amb l'excepció de la tessera de Luzaga (24 paraules).

### Gals
Els gals eren els pobles que van habitar el que avui és França, Bèlgica, l'oest de Suïssa i les zones dels Països Baixos i Alemanya a l'oest del Rin, i una franja encara poc determinada d'aquest últim país, a la riba dreta del riu. Els gàlates eren un poble gal que va emigrar a l'Àsia Menor i es va establir a la regió anomenada Galàcia.
Els grecs els van anomenar celtes mentre que els romans els van denominar gals, i a la seva gran regió, la Gàl·lia. Ja els mateixos romans havien notat això, pel que feien una diferència entre la Gàl·lia Cisalpina (d'aquest costat dels Alps) i la Gàl·lia Transalpina (de l'altre costat dels Alps). Al seu torn, la Transalpina n'era dividida en quatre que, segons l'època de Roma, van anomenar Gàl·lia Belga (de celtes menys ortodoxos), la Gàl·lia Comata o Melenuna (la netament cèltica o tradicional), la Gàl·lia Aquitana (amb pocs celtes compartint espai amb els aquitans autòctons) i la Gàl·lia Lugúria o Celtoligur, la primera a ser annexada a Roma com la Provintia.

### Britans

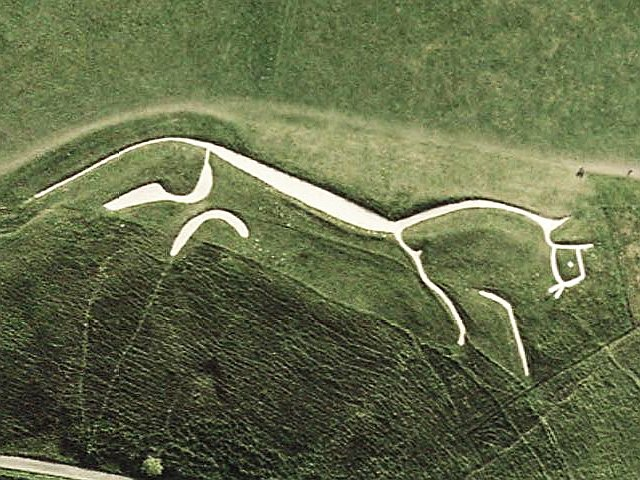
El cavall blanc d'Uffington, atribuït als antics celtes britans

Els britans o britons van ser els pobles indígenes que van habitar l'illa de la Gran Bretanya (Albió), els quals podien ser descrits com a celtes insulars abans que la seva llengua i cultura fossin reemplaçades per les dels invasors anglosaxons.
Aquests pobles parlaven llengües britòniques i compartien tradicions culturals comunes. En termes de llengua i cultura, gran part de tot l'oest d'Europa va ser principalment cèltica durant aquest període, encara que l'illa de la Gran Bretanya i la Bretanya continental van estar habitades per celtes britans. Els habitants d'Irlanda, l'Illa de Man i Dalriada eren escots o celtes gaèlics, parlants de llengües goidèliques.
Part dels erudits en la matèria argumenten que el desconegut idioma picte era d'origen brità, si bé a la Britànnia preromana els pictes es distingien com un grup separat, de la mateixa manera que els escots de Dalriada. En qualsevol cas, el terme brità es refereix tradicionalment als habitants de l'antiga Britànnia, excloent-hi els pictes, ja que molts dels trets culturals pictes (com per exemple, la seva escultura, terrisseria i monuments) diferien dels britans.